# Roc Pedró (Olià)
El Roc Pedró és una antiga roca simbòlica situada entre els pobles d'Olià i Santa Eugènia de Nerellà. Aquesta roca està damunt d'un petit turó, situat al Bosc del Pla d'Esconsa, des del qual es poden apreciar unes vistes del municipi de Bellver de Cerdanya i del campanar de l'Església de Santa Eugènia de Nerellà. Està datat del 1779, com indica la seva inscripció.

## Bosc del Pla d'Esconsa
El Bosc del Pla d'Esconsa és un bosc situat entre els pobles d'Olià i Santa Eugènia de Nerellà. El topònim del bosc prové d'un pla situat just a continuació (Pla d'Esconsa). Just al centre d'aquest bosc, hi ha un turonet. Al capdamunt d'aquest se situa el Roc Pedró.

## Simbolisme

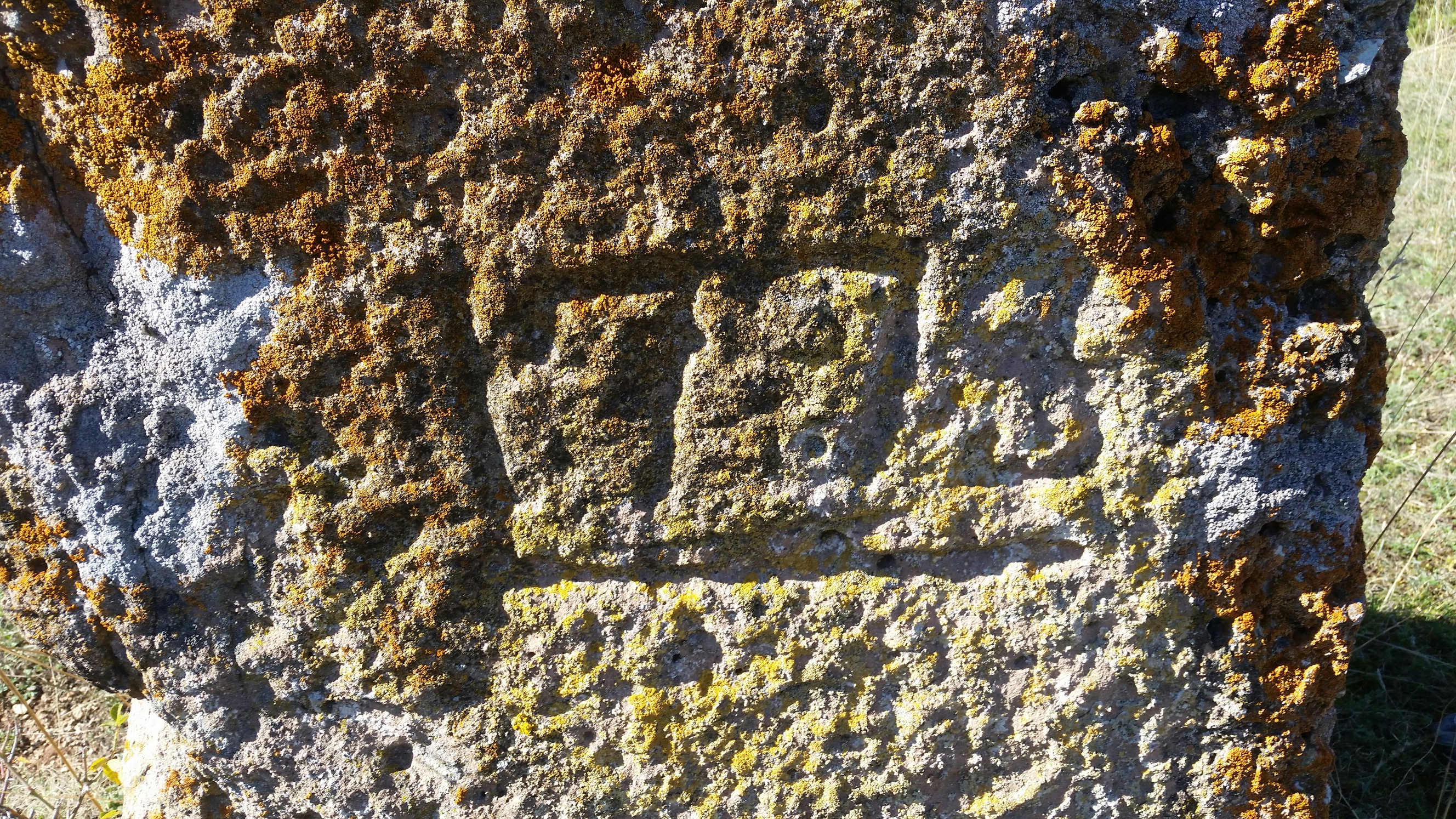
Data del Roc Pedró

El simbolisme d'aquest roc és deu a que el dia de la segona pasqua, els veïns dels tres pobles germans (Olià, Nas i Santa Eugènia de Nerellà), primer anaven a missa i posteriorment, es dirigien en forma de processó, cap el Roc Pedró, per a beneir els terrenys i els pobles. Tanmateix, en èpoques de sequera, organitzaven processons fins al Roc Pedró perquè plogués. Un cop allà es creu que resaven vora del Roc. Fins fa uns 50 anys encara se celebrava aquesta tradició.

Al Roc Pedró s'hi pot apreciar una esquerda feta a propòsit. Es creu que li van fer per introduir una creu o quelcom similar.

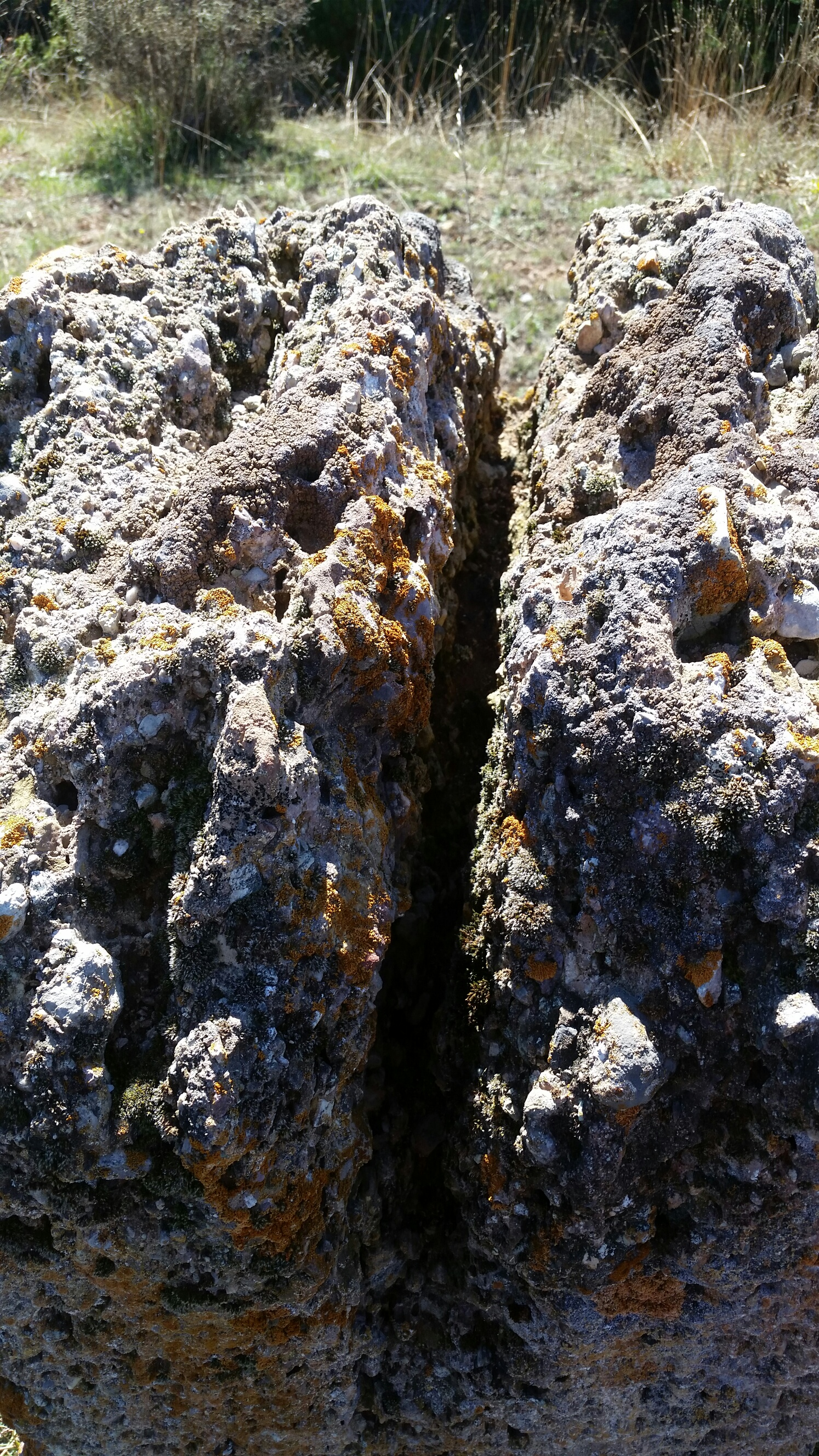
Tall del Roc